# Asaphestera
Genre
Synonymes
- Asaphestra

Asaphestera est un genre fossile de tétrapodes décrit sur la base de fossiles du Carbonifère provenant de la localité de Joggins (d) dans la région de Nouvelle-Écosse, au Canada. 

## Présentation
Cet amphibien préhistorique a été décrit à l'origine par Margaret C. Steen (d) comme un lépospondyle indéterminé avant d'être classé comme un microsaure au sein de la famille des Tuditanidae. 
Une étude publiée en mai 2020 a révélé que les spécimens qui se référaient à Asaphestera représentaient plusieurs espèces non apparentées. Le nom d'espèce original de Steen (1934), Asaphestera platyris, a été retenu pour un crâne qui a été réévalué comme la plus ancienne synapside connue,.
L'espèce type du genre Asaphestera est dénommée Asaphestera platyris, appelée ainsi par Steen (1934) d'après trois crânes. Carroll & Gaskill (1978) ont noté que l'un des crânes a été brièvement nommé comme l'espèce Hylerpeton intermédiaire par Dawson (1894), bien qu'il ne soit plus considéré comme lié au genre Hylerpeton. Selon le nom d'espèce de Dawson, ces chercheurs ont renommé Asaphestera platyris en Asaphestera intermedia
Mann et al. (2020) ont réévalué les prétendus microsaures de Joggins et ont trouvé plusieurs résultats inhabituels. L'un des crânes auxquels Steen a attribué le nom Asaphestera platyris semblait être un taxon valide mais, au lieu d'un microsaure, il s'agissait de la plus ancienne synapside connue, peut-être une eothyridide. Le genre intermédiaire Hylerpeton de Dawson a été déterminé comme étant celui d'un tétrapode indéterminé sous un nomen dubium. Le matériel supplémentaire se rapportant à Asaphestera a été nommé comme un nouveau genre de microsaures, Steenerpeton.
La variante du nom Asaphestra se voit dans certaines publications,,.

## Liste d'espèces
Selon Paleobiology Database (17 octobre 2022) :
- †Asaphestera intermedia - nomen dubium
- †Asaphestera platyris Steen, 1934